# Raulino Reitz
Raulino Reitz (Antônio Carlos, 19 de setembro de 1919 — Itapema, 19 de novembro de 1990) foi um padre católico, botânico e historiador brasileiro.
Descendente de alemães, fundou em 1942 o Herbário Barbosa Rodrigues, que contém um grande catálogo de plantas catarinenses, hoje com sede no município catarinense de Itajaí.
Foi diretor do Jardim Botânico do Rio de Janeiro entre os anos de 1971 a 1975 e diretor da Fundação do Meio Ambiente (FATMA) de Santa Catarina de 1976 a 1983.
É patrono da cadeira 4 da Academia Itajaiense de Letras.

## Obras
- Paróquia de Sombrio, 1948
- Frutos da imigração: História e genealogia da família Reitz; lista de imigrantes, viagens 1963
- Flora Ilustrada Catarinense, 1965
- Humiriáceas (co-autoria com R.M. Klein), 1971
- Trigoniáceras (co-autoria com R.M. Klein), 1973
- Nictagináceas (co-autoria com A. Bresolin e R.M. Klein), 1973
- Madeiras do Brasil (co-autoria com A. Reis e R.M. Klein), 1979
- Restauração da fauna desaparecida na baixada do Maciambu, editora da FATMA, 1982
- Alto Biguaçu: Narrativa cultural tetrarracial. Florianópolis : Lunardelli e Editora da UFSC, 1988
- Santa Bárbara - Primeiro núcleo da colonização alemã em Santa Catarina. Florianópolis : Editora da UFSC, 1991.